# Consell Comarcal del Maresme
El Consell Comarcal del Maresme és una administració pública d'àmbit local que escull de manera indirecta els seus membres d'acord amb els resultats de les eleccions municipals. Té la seu a la plaça de Miquel Biada, 1, de la ciutat de Mataró, capital del Maresme.
Es va constituir el 1988 amb l'objectiu de donar suport, principalment als municipis de poca població, en la prestació de serveis supramunicipals, i en aquests moments en presta 33 dividits en quatre àrees: Benestar Social, Cooperació Municipal, Medi Ambient i Promoció Econòmica.

## Composició política
Des de l'inici del mandat 2019-2023, el Consell Comarcal està presidit per Damià del Clot i Trias (ERC). L'acompanyen al govern comarcal els vicepresidents Joaquim Arnó i Porras (JxCat), Maite Vinyals i Clemente (ERC) i Laura Martínez Portell (JxCat).
| Composició del Ple del Consell Comarcal del Maresme | Composició del Ple del Consell Comarcal del Maresme | Composició del Ple del Consell Comarcal del Maresme | Composició del Ple del Consell Comarcal del Maresme | Composició del Ple del Consell Comarcal del Maresme | Composició del Ple del Consell Comarcal del Maresme | Composició del Ple del Consell Comarcal del Maresme | Composició del Ple del Consell Comarcal del Maresme | Composició del Ple del Consell Comarcal del Maresme |
| 1987                                                | 1991                                                | 1995                                                | 1999                                                | 2003                                                | 2007                                                | 2011                                                | 2015                                                | 2019                                                |
| --------------------------------------------------- | --------------------------------------------------- | --------------------------------------------------- | --------------------------------------------------- | --------------------------------------------------- | --------------------------------------------------- | --------------------------------------------------- | --------------------------------------------------- | --------------------------------------------------- |
|                                                     | ERC: 1                                              | ERC: 3                                              | ERC: 3                                              | ERC: 5                                              | ERC: 5                                              | ERC: 4                                              | ERC: 9                                              | ERC: 12                                             |
| PSC: 11                                             | PSC: 11                                             | PSC: 9                                              | PSC: 12                                             | PSC: 10                                             | PSC: 11                                             | PSC: 9                                              | PSC: 6                                              | PSC: 8                                              |
| CiU: 17                                             | CiU: 16                                             | CiU: 15                                             | CiU: 12                                             | CiU: 11                                             | CiU: 11                                             | CiU: 12                                             | CiU: 9                                              | JxCat: 6                                            |
|                                                     |                                                     |                                                     |                                                     |                                                     |                                                     |                                                     | Cs: 2                                               | Cs: 2                                               |
| IC: 1                                               | ICV: 1                                              | ICV: 2                                              | ICV: 2                                              | ICV: 3                                              | ICV: 3                                              | ICV: 2                                              | ICV: 2                                              | ECG: 2                                              |
|                                                     |                                                     |                                                     |                                                     |                                                     |                                                     | CUP: 1                                              | CUP: 3                                              | CUP: 2                                              |
| AP: 1                                               | PP: 2                                               | PP: 4                                               | PP: 4                                               | PP: 4                                               | PP: 3                                               | PP: 4                                               | PP: 2                                               | PP: 1                                               |
|                                                     |                                                     |                                                     |                                                     |                                                     |                                                     | PxC: 1                                              |                                                     |                                                     |
| AAEM: 3                                             | AAEM: 2                                             |                                                     |                                                     |                                                     |                                                     |                                                     |                                                     |                                                     |